# Cimetière de Karacaahmet
Le cimetière de Karacaahmet (en turc Karacaahmet Mezarlığı) est un cimetière situé sur la rive asiatique d'Istanbul, dans le district d'Üsküdar.